# Biserica de lemn din Albulești

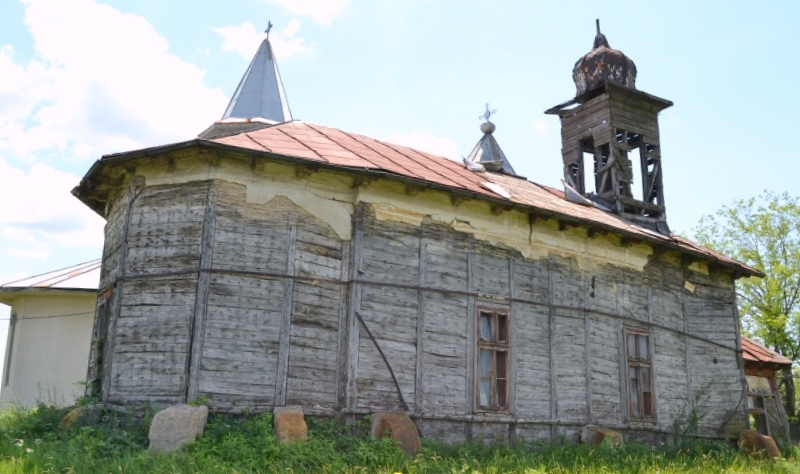
Biserica de lemn „Sfântul Ierarh Nicolae” din Albulești, comuna Dumbrava, județul Mehedinți.

Biserica de lemn din Albulești, comuna Dumbrava, județul Mehedinți, a fost construită în secolul XIX. Are hramul „Sfântul Ierarh Nicolae”. Biserica se află pe lista monumentelor istorice sub codul LMI:  MH-II-m-B-10244.